# Поляков, Николай Иванович
Николай Иванович Поляков (род. 20 июля 1948) — государственный деятель, депутат Государственной думы второго созыва.

## Биография
Окончил Йошкар-Олинский совхоз-техникум в 1971 г., Горьковскую ВПШ в 1983 г. Избирался депутатом Государственного Собрания Республики Марий Эл.

### Депутат госдумы
Депутат Государственной Думы Федерального Собрания РФ второго созыва (1995—1999), был членом Аграрной депутатской группы, членом Комитета по аграрным вопросам.